# Miconia poortmannii
Miconia poortmannii är en tvåhjärtbladig växtart som först beskrevs av Célestin Alfred Cogniaux, och fick sitt nu gällande namn av John Julius Wurdack. Miconia poortmannii ingår i släktet Miconia och familjen Melastomataceae. IUCN kategoriserar arten globalt som sårbar. Inga underarter finns listade i Catalogue of Life.